# Vasile Luca
Vasile Luca (născut László Luka; n. 8 iunie 1898, Catalina, Covasna, România – d. 23 iulie 1963, Aiud, România) a fost un activist și politician comunist român și sovietic, de origine secui, militant în ilegalitate, ulterior membru în secretariatul CC al PCR, vicepreședinte al Consiliului de Miniștri și ministru al finanțelor al României în perioada 5 noiembrie 1947 - 9 martie 1952. Luca a fost exclus din partid în baza unor acuzații false după modelul stalinist și a murit ca deținut politic în închisoarea Aiud. Ca origine socială, Vasile Luca provenea dintr-un mediu proletar. Partidul Comunist și justiția comunistă l-au reabilitat în 1968.

## Biografie
Vasile Luca a copilărit, după decesul tatălui său, într-un orfelinat la Sibiu. La 17 ani a fost recrutat în Divizia Secuiască a lui Károly Kratochvil, care a luptat împotriva armatei regale române în Primul Război Mondial. A fost muncitor ceferist, secretar al PCdR la Brașov (1924-1929) și Iași (1932). El a participat la organizarea grevelor de la Lupeni din 1929 și din Valea Jiului în 1933. Luca a fost arestat și deținut în închisoare în mai multe rânduri pentru activități comuniste. Încercând, împreună cu doi tovarăși, să treacă ilegal granița în URSS, a fost arestat de autoritățile române și închis la Cernăuți. După ocuparea Bucovinei de Nord în 1940 de către URSS, a fost eliberat și a primit cetățenie sovietică. A reușit să scape de epurările staliniste cărora le-a căzut victimă o parte din conducerea Partidului Comunist din România, inclusiv activiștii maghiari Imre Aladár, Elek Köblös și alții, cu care fusese în legătură.
Luca a devenit deputat în Sovietul Suprem al URSS (1941-1944) și viceprimar la Cernăuți, sprijinind în această calitate deportările de persoane considerate ostile regimului comunist din Bucovina și fiind recompensat de sovietici cu gradul de maior în Armata Roșie. El a participat la organizarea Diviziei "Tudor Vladimirescu" pe teritoriul URSS.
După 1944 a fost membru în secretariatul CC al PCR, vicepreședinte al Consiliului de Miniștri și ministru al finanțelor (1947-1952). În mai 1952, la plenara CC al PMR a fost acuzat de deviaționism „de dreapta” și „activități antipartinice” și eliminat din partid. În august 1952 a fost arestat, judecat și, în 1954, condamnat la moarte pentru trădare apoi, pedeapsa i-a fost comutată în detenție pe viață. A decedat în 1963 în închisoarea Aiud. În decursul anilor de detenție, s-a adresat în scris organelor de partid, dar nu a primit vreun răspuns. Vasile Luca a fost reabilitat post-mortem în 1968, la fel ca Lucrețiu Pătrășcanu. 
A fost căsătorit cu activista comunistă Elisabeta Luca, născută Betty Birman, evreică de origine, veterană a Războiului Civil din Spania.

## Cronologie
- până în 1915 – este lăcătuș mecanic la atelierele căilor ferate din Brașov;
- 1915 – este încorporat în cadrul Armatei Austro-Ungare și participă la luptele din Primul Război Mondial;
- 1918 – se înrolează ca voluntar în "Garda Națională" după care în "Divizia Secuiască";
- 1919 – revine la Atelierele CFR din Brașov la meseria de lăcătuș mecanic;
- 1919 – devine membru de sindicat la intreprinderea unde lucra;
- 1924 – este numit în funcția de Secretar al Comitetului Județean Brașov al PCdR;
- 1924 - 1927 – este arestat și încarcerat;
- 1930 – participă la luptele politice din cadrul partidului fiind retrogradat și trimis ca pedeapsă în Moldova;
- 1933 - 1938 – este arestat, judecat și întemnițat pentru implicarea sa în organizarea activității sindicale;
- 1938 – devine membru al Comitetului Central al PCdR;
- 1940 – este arestat, fiind prins când trecea ilegal granița cu URSS;
- 1940 – este închis timp de opt luni la închisoarea din Cernăuți, el fiind eliberat în iunie 1940 când sovieticii au ocupat provincia, ocazie când i se acordă cetățenia sovietică;
- 1940 – lucrează la Radio Moscova și la postul românesc al Cominternului;
- 1940 - 1944 – este ales ca deputat în Sovietul Suprem al Ucrainei;
- 1944 – revine în România;
- 1947 – este înaintat la gradul de general de brigadă moment în care este încadrat în Armata Română;
- 1947 - 1952 – este numit ca Ministru de Finanțe al României;
- 1948 – este înaintat în funcția de Președinte al Comisiei pentru simplificarea și raționalizarea aparatului de stat;
- 1949 - 1952 – este Vicepreședinte al Consiliului de Miniștri;
- 1952 – la Plenara Comitetului Central al Partidului Muncitoresc Român din 1 martie 1952, este acuzat de "deviere de dreapta". Ca urmare, este arestat în 14 august 1952 și este anchetat până în toamna anului 1954. Este judecat pentru subminarea economiei naționale, precum și de activitate contra clasei muncitoare și i se dă sentința de condamnat la moarte. Pedeapsa i se schimbă în muncă silnică pe viață, tot în anul 1954.
- 1968 – la Plenara Comitetului Central al PCR din aprilie 1968 este reabilitat politic.